# IC 1276
IC 1276 (Palomar 7) —шаровое скопление в созвездии Змеи. IC 1276 был впервые обнаружен американским астрономом Льюисом Свифтом в 1889 году и был независимо переоткрыт Джорджем Абеллом в 1952 году.

## Наблюдение
IC 1276 достаточно ярка для того, чтобы быть видимой в бинокли уже от 50мм диаметра. Шаровое скопление располагается примерно на середине пути между звездами Ню Змееносца и Эта Змеи, неподалеку от звезды Тау Змееносца. Так как IC 1276 лежит практически в плоскости небесного экватора, то оно может наблюдаться в любой точке земного шара, кроме приполярных областей северного полушария.
Шаровое скопление неплохо разбивается на звезды даже не в самые крупные телескопы, а чтобы проявить как можно больше звезд потребуется фотография с немалой выдержкой.